# Kexby (North Yorkshire)
Kexby – wieś w Anglii, w hrabstwie ceremonialnym North Yorkshire, w dystrykcie (unitary authority) York. Leży 10 km na wschód od miasta York i 277 km na północ od Londynu. Miejscowość liczy 194 mieszkańców.